# Церква Успіння Пресвятої Богородиці (Славсько)
Церква Успіння Пресвятої Богородиці в Славську — парафія і храм греко-католицької громади Самбірсько-Дрогобицької єпархії Української греко-католицької церкви у селищі Славсько, Славської громади, Стрийського району, Львівської области. Пам'ятка архітектури місцевого значення (охоронний № 2922/1-м).

## Історія
- 1832—1906 — церква належала до Скільського деканату.
- 1900 — розібрано дерев'яну церкву святого Михайла ([1832—1901])[2].
- 1901 — за проєктом архітектора Василя Нагірного завершено будівництво храму під титулом Успіння Пресвятої Богородиці. Під час зведення святині підтримку надавав митрополит Андрей Шептицький[3].
- 1907—1944 — церква належала до Тухлянського деканату.
- 1909 — церкву розписано художниками Модестом Сосенком та Юліаном Буцманюком[3].
- 1944 — пошкоджено купол під час бомбардування Славського радянською авіацією[4].
- 1994 — надано статус пам'ятки архітектури місцевого значення[3].

Обабіч церкви біля дзвіниці встановлений пам'ятник громадському діячу, письменнику о. Миколі Устияновичу, який власне був настоятелем церкви у 1842-1870 роках.

## Парафія
| 1832 | 1034 |
| 1834 | 1137 |
| 1844 | 1203 |
| 1864 | 1189 |
| 1874 | 1140 |
| 1884 | 1237 |
| 1894 | 1313 |
| 1904 | 1653 |
| 1914 | 1935 |
| 1924 | 1747 |
| 1936 | 2088 |

## Настоятелі
- о. Микола Глодзинський (1832);
- о. Іван Заревич (1836, адміністратор);
- о. Антін Скудлинський ([1838]);
- о. Михайло Медвецький (1838—1839, адміністратор);
- о. Анатазій Левицький (1839—1840);
- о. Іван Раковський (1840—1841);
- о. Микола Устиянович (1841—1842, адміністратор; 1842—1870)[4];
- о. ? (1842—1868);
- о. Олександр Сабат (1868—1872, адміністратор);
- о. Стефан Михалевич (1872—1896);
- о. Петро Мінко (1895—1896, сотрудник; 1896—1897, адміністратор);
- о. Євстахій Качмарський (1897—1932+);
- о. Йосиф Мартинович (1928—1929?, сотрудник);
- о. Василь Еліясевський (1932—1933, адміністратор);
- о. Йосиф Леміщук (1933—1939);
- о. Іван Гаврилюк (1938—1939, сотрудник);
- о. Ілля Янковський (1930—1933, сотрудник; 1941—1944);
- о. Андрій Петришин — нині[6].